# Mamah Borthwick
Mamah Bouton Borthwick (19 de junio de 1869 - 15 de agosto de 1914) fue una traductora estadounidense destacada principalmente por su relación con Frank Lloyd Wright, que terminó cuando fue asesinada. Ella y Wright fueron fundamentales para llevar las ideas y escritos de la feminista sueca Ellen Key al público estadounidense. Wright construyó su famoso asentamiento llamado Taliesin en Wisconsin para ella, en parte, para protegerla de los reporteros agresivos y del sentimiento público negativo que rodea su condición de no casados. Ambos habían dejado a sus cónyuges e hijos para vivir juntos y fueron objeto de una incesante censura pública.

## Biografía
Borthwick obtuvo su licenciatura y maestría en la Universidad de Míchigan en 1892 y 1893. Más tarde trabajó como maestra de secundaria en Port Huron, Míchigan. En 1899, Borthwick se casó con Edwin Cheney, un ingeniero eléctrico de Oak Park, Illinois, Estados Unidos. Tuvieron dos hijos: John (1902) y Martha (1905).
Mamah conoció a la esposa de Wright, Catherine, a través de un club social. Poco después, Edwin le encargó a Wright que les diseñara una casa, ahora conocida como la Casa Edwin H. Cheney. La hermana de Mamah, Elizabeth Villetta Borthwick, vivía en un departamento en el nivel inferior de la casa. 
En 1909, Mamah dejó a su esposo y Wright a su esposa y juntos viajaron a Europa. La mayoría de sus amigos y conocidos consideraban que su cercanía abierta era escandalosa, especialmente porque Catherine se había negado a aceptar el divorcio. Los periódicos de Chicago criticaron a Wright, implicando que pronto sería arrestado por inmoralidad, a pesar de las declaraciones del sheriff local de que no podía probar que la pareja estaba haciendo algo mal. Después de que la pareja se mudó a Taliesin, el editor del periódico de Spring Green, Wisconsin, condenó a Wright por traer un escándalo al pueblo. La prensa, que reportó el viaje europeo como una "hegira espiritual", llamó a Mamah y Wright "almas gemelas" y también se refirió a Taliesin como el "castillo del amor" o el "bungalow del amor". El escándalo afectó la carrera de Wright durante varios años; no recibió su próxima comisión importante, el Hotel Imperial, hasta 1916. 
En 1911, Borthwick comenzó a traducir las obras de la escritora y pensadora feminista sueca Ellen Key, a quien admiraba y había visitado en Europa. 

### Muerte
El 15 de agosto de 1914, mientras Wright trabajaba en Chicago, Julian Carlton, un sirviente de Barbados que había sido contratado varios meses antes y que aparentemente era mentalmente inestable, incendió las viviendas de Taliesin y asesinó a siete personas con un hacha cuando trataron de huir de la estructura en llamas. Los muertos incluyeron a Mamah; sus dos hijos, John y Martha; David Lindblom, un jardinero; un dibujante llamado Emil Brodelle; Thomas Bunker, un trabajador; y Ernest Weston, hijo del carpintero de Wright, William Weston, quien resultó herido pero sobrevivió. Thomas Fritz también sobrevivió al caos, y Weston ayudó a apagar el incendio que consumió casi por completo el ala residencial de la casa. Al esconderse, Carlton tragó ácido muriático inmediatamente después del ataque en un intento de suicidarse. Cuando lo encontraron, casi lo lincharon en el acto, pero lo llevaron a la cárcel de Dodgeville. Carlton murió de hambre siete semanas después del ataque, a pesar de la atención médica. En ese momento, Wright estaba supervisando el trabajo en Midway Gardens en Chicago.

## En la cultura popular
- En Death in a Prairie House: Frank Lloyd Wright and the Taliesin Murders, de William R. Drennan, se proporciona un relato detallado de no ficción de la tragedia en Taliesin.[11]
- El tiempo de Mamah con Frank Lloyd Wright es la base de Loving Frank, una novela de Nancy Horan.[12] Mamah es también un tema de la duodécima novela de T. C. Boyle, The Women.[13]
- Una ópera, Shining Brow, cubre la historia de los Cheney y los Wright, desde que se encuentran en la oficina de Wright, hasta las secuelas de la muerte de Mamah. La música fue compuesta por el compositor estadounidense Daron Hagen con un libreto de Paul Muldoon.
- La muerte de Mamah Borthwick se describe en la novela The Rise of Endymion, de Dan Simmons, en una historia de fondo de la personalidad de Frank Lloyd Wright.
- La historia de su muerte fue relatada por Lorelai Gilmore en un episodio de Gilmore Girls, titulado "Let the Games Begin".
- Hay una canción titulada "Mamah Borthwick (A Sketch)" en el álbum de 2016 "Ruminations" de Conor Oberst.